# دوستت دارم (یک آهنگ شادتر)
«دوستت دارم (یک آهنگ شادتر)» (به انگلیسی: I Like You (A Happier Song)) تک‌آهنگی از رپر آمریکایی پست مالون با همراهی رپر آمریکایی دوجا کت است. این آهنگ توسط هنرمندان به همراه بیلی والش و تهیه‌کنندگان لوئیس بل و جسپر هریس نوشته شده و به‌عنوان سومین تک‌آهنگ از چهارمین آلبوم استودیویی مالون، دندان‌درد دوازده قیراطی، در ۳ ژوئن ۲۰۲۲ به رادیوهای پاپ معاصر ایالات متحده ارسال شد. این ترانه به رتبه سوم جدول بیلبورد هات ۱۰۰ رسید و به مالون یازدهمین تک‌آهنگ تاپ ۱۰ خود را در این جدول و به دوجا ششمین تک‌آهنگ تاپ ۱۰ خود را اهدا کرد. ترانه نیز برای جایزه بهترین اجرای پاپ دو نفره/گروهی در شصت و پنجمین دوره جوایز گرمی نامزد شد.